# ویکتور هرناندز کروز
ویکتور هرناندز کروز (انگلیسی: Victor Hernández Cruz؛ زادهٔ ۶ فوریهٔ ۱۹۴۹) یک شاعر آمریکایی اهل پورتوریکو است. در سال ۱۹۸۱، مجله لایف او را به عنوان یکی از بزرگ‌ترین شاعران آمریکا اعلام کرد.
وی همچنین برندهٔ جوایزی همچون کمک‌هزینه گوگنهایم شده‌است.

## زندگی‌نامه
هرناندز کروز در اگواس بوئناس، پورتوریکو متولد شد. در سال ۱۹۵۴، همراه با خانواده اش به نیویورک نقل مکان کرد و در منطقه اسپانیایینشین هارلم زندگی کرد. او در آنجا تحصیلات ابتدایی و متوسط خود را به پایان رساند. هرناندز در همان سال‌های تحصیل در دبیرستان بنجامین فرانکلین سرودن شعر را آغاز کرد.